# 魏世杰
魏世杰（1941年8月—），中国国防科研工作者，科普作家。从事核武科研攻关26年，“两弹一星”奖章获得者。1964年毕业于山东大学物理系，后在山东省青岛市黄岛区科技局担任副研究员。参加了中国第一颗原子弹、氢弹及导弹核武器的研制工作，1996年退休。后做过数百场科普报告或演讲。

## 出版作品[2][3]
- 《禁地青春》[4]
- 《东方蘑菇云》[5]
- 《魏世杰科普丛书》（《飞行传奇》[6]《火箭与航天传奇》《星星的秘密》《原子小演义》[7]《话说现代兵器》《自然之谜》《海洋之谜》《科普短篇》）[8][9][10]